# Famille Leoni
 (juillet 2024).
Si vous disposez d'ouvrages ou d'articles de référence ou si vous connaissez des sites web de qualité traitant du thème abordé ici, merci de compléter l'article en donnant les références utiles à sa vérifiabilité et en les liant à la section « Notes et références ».
Ne doit pas être confondu avec Lioncavazza ou Leon Cavazza.
La famille Leoni (ou Lion) est une famille patricienne de Venise, originaire de Padoue.

## Personnalités
Domenico Leoni, le premier magister militum se substituant au Doge de Venise en 737 ;

## Armes

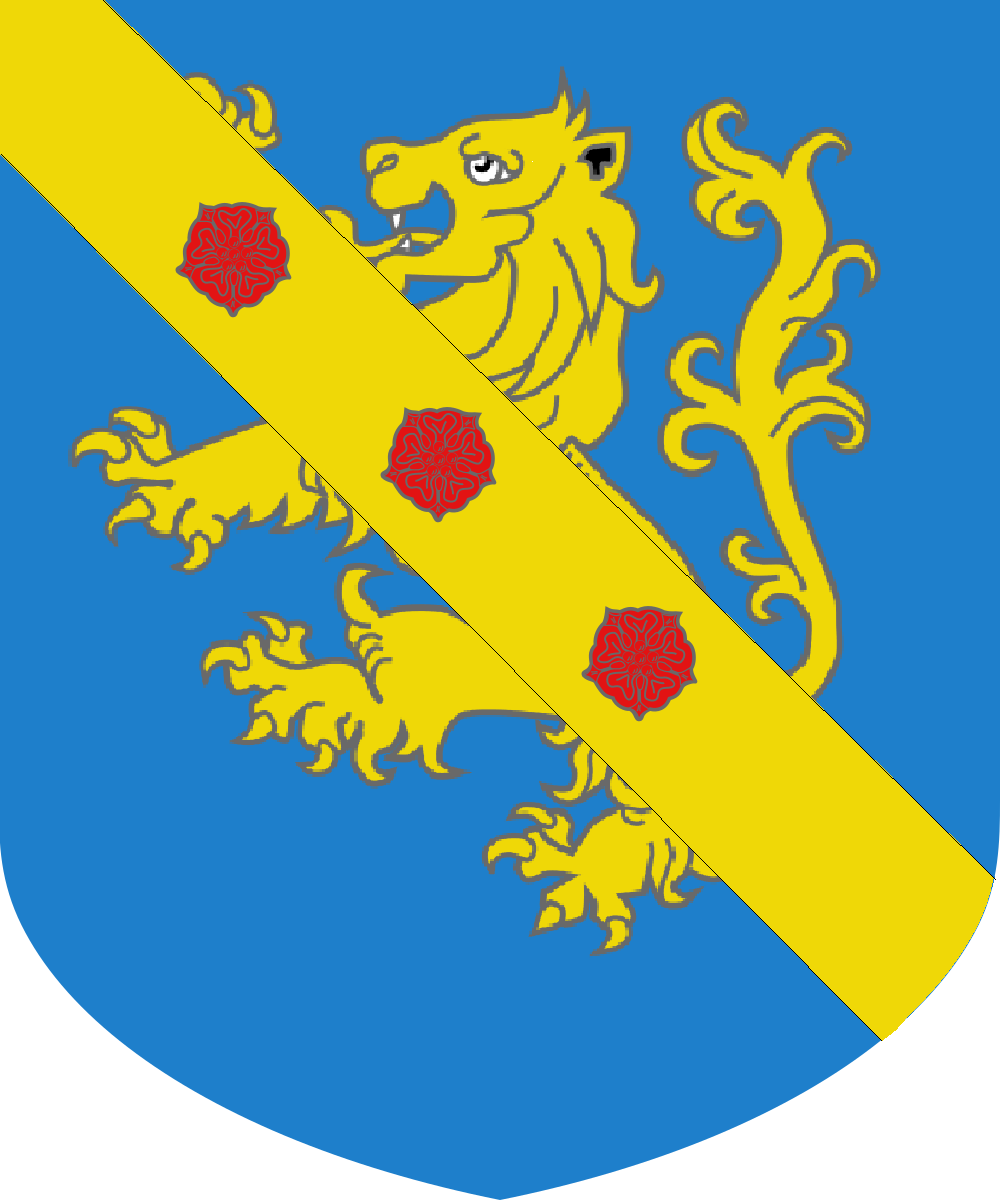
armes des Leoni

Les armes des Leoni se composent d'azur avec un Lion d'or et une bande du même métal chargée de trois roses de gueules brochant sur le tout.